# Tranvia Pinar de Chamartín-Las Tablas
La linea 1 della rete tranviaria di Madrid, anche chiamata ML1, è una delle tre linee di metrotranvia che serve la città di Madrid, in Spagna. Collega la stazione di Pinar de Chamartín con quella di Las Tablas. Le stazioni funzionanti sono nove, cinque delle quali sono sotterranee; e con banchine di 45 metri. La linea fu inaugurata l'24 maggio 2007.
La linea ML1 è indicata con il colore celeste chiaro.

## Storia
La linea è una tranvia in sede separata a doppio binario, elettrificata in corrente continua da 750 V ed a scartamento ordinario, lunga complessivamente 5,4 chilometri. Il gestore è Metros Ligeros de Madrid S.A., che la ha in concessione per 30 anni a partire dall'inaugurazione.

## Descrizione
Si compone di 9 stazioni e ha una lunghezza totale di 5,4 km. La linea è in parte in superficie e in parte interrata. Sono interrati il tratto dal capolinea sud di Pinar de Chamartín fino alla stazione Virgen del Cortijo, e il tratto tra le stazioni Blasco Ibáñez e María Tudor. I restanti tratti, incluso il capolinea nord di Las Tablas sono in superficie in sede separata, dove la tranvia talvolta si interseca con strade carrabili con priorità semaforica. La linea fu inaugurata nel 2007. Collega il distretto di Ciudad Lineal con i distretti di Hortaleza e Fuencarral-El Pardo.
Si interscambia con la linea 1 presso la stazione di Pinar de Chamartín, dove si interscambia anche con la 4; presso la stazione Las Tablas si interscambia con la linea 10, presso la stazione Fuente de la Mora si intescarmbia con varie linee della Cercanías di Madrid. Inoltre si interscambia con differenti linee urbane e interurbane in varie stazioni.
È tra le linee più accessibili a persone con difficoltà motorie, insieme con le linee ML2 e ML3 della metropolitana leggera, le linee 3, 8, 11, 12 e il Ramal.

### Materiale rotabile
I mezzi impiegati sulla linea sono gli Alstom Citadis, analoghi a quelli utilizzati sulle altre linee tranviarie della città, nonché sulla tranvia di Parla.